# 卵细胞
卵细胞是雌性动物的生殖细胞。卵细胞（由次级卵母细胞产生）成熟后成为卵子。
在哺乳动物上，卵子是由卵巢所產生的。所有哺乳類在出生時，卵巢內已經有未成熟的卵子存在，而且在出生後卵子數目不會增加。卵子和精子結合受精便形成受精卵，即一個新生命的開始。
一些動物（例如鳥類）是進行體內受精（in vivo fertilisation）的，而另一些動物（例如大部份的魚類和兩棲類動物）則是進行體外受精。

## 構造
卵细胞是球形的，有一个核，卵细胞由卵细胞膜包被著，卵细胞膜外有一层透明带，用于防止多精入卵。透明带被一层放射状排列的高柱状卵泡细胞包围，称放射冠。卵子是由多种细胞构成的功能体。
不同物种的卵细胞大小并不相同，人类的卵细胞直径为0.1毫米左右。成熟的卵子的直径一般为18-25毫米。

## 产生
卵子生成（oogenesis）是有性生殖的雌性动物的卵巢中，生殖细胞从卵原细胞一直发育到成熟的卵子的过程。
原始生殖细胞发育为卵原细胞，经有丝分裂发育为初级卵母细胞，包裹在初级卵泡中。在女性出生以前，初级卵母细胞已经开始减数分裂，但在出生时停止在前期1的双线期。进入青春期后，每月有少数初级卵母细胞被激活，通常其中一个会继续减数分裂，产生一大一小两个细胞。大的称为次级卵母细胞，停留在减数分裂2，直到遇到精子继续分裂，或没有受精而退化；小的叫第一极体，它通常不会再继续分裂，而是直接退化，如果分裂，通常发生在受精前。次级卵母细胞则会分裂为一个卵子和一个第二极体。
受精卵在进入子宫的路程中，三个第二極体退化并消失。

## 动物的卵细胞
在脊椎动物中，卵子是由卵巢这一雌性性腺产生的。许多哺乳动物的卵子在出生时就已经存在，并通过卵子发生成熟。卵子在雌性的胎儿期就已经开始减数分裂，但阻滞在第一次减数分裂前期。